# Market maker
Een market maker is een beurshandelaar die de handel in bepaalde effecten zoals aandelen of opties onderhoudt.
Een market maker stelt continu bied- en laatprijzen af in de effecten. Dat betekent dat hij koop- en verkoopopdrachten naar de beurs stuurt waartegen beleggers en concurrerende handelaren kunnen handelen. In principe verdient de market maker alleen aan het verschil tussen de koop- en verkoopprijzen, dit noemt men verdienen aan de bid-ask spread. Dit kan men enigszins vergelijken met het wisselen van valuta bij een wisselkantoor, waarbij voor koop- en verkoopopdrachten verschillende wisselkoersen gelden. Een market maker verdient in theorie niet aan zijn visie of effecten duurder of goedkoper zullen worden. Ten slotte is een market maker niet betrokken bij andere transacties waarin hij niet koopt of verkoopt. Hoekmannen en specialists zijn dat wel en koppelen koop- en verkooporders van derden aan elkaar.

## Verzamelterm
De term market maker is in de praktijk een verzamelnaam. Op verschillende effectenbeurzen worden andere benamingen gebruikt. Ook zijn er overal kleine verschillen wat betreft de inhoud van de functie. Zo kunnen market makers in sommige markten op straffe van boetes verplicht worden om continu tweezijdige prijzen (quotes) af te geven. In ruil voor deze verplichting krijgen market makers meestal korting op de transactiekosten die zij aan de beurs moeten betalen. In Nederland schaart men onder market maker in de praktijk alleen de optiehandelaren. 